# Mistrovství světa v plavání na otevřené vodě 2008
XII. mistrovství světa v plavání na otevřené vodě za rok 2008 proběhlo v Seville, Španělsko ve dnech 3. až 8. května 2008.

## Česká stopa
Česko reprezentovali 4 závodníci.
V závodě na 5 km žen startovalo 38 závodnic – Jana Pechanová (*1981) z KPSP Kometa Brno obsadila dělené 4. místo. V plaveckém maratonu na 10 km žen startovalo 51 závodnic — Jana Pechanová (*1981) z KPSP Kometa Brno obsadila 5. místo.
V závodě na 5 km mužů startovalo 33 závodníků – Jakub Fichtl (*1984) z SK Radbuza Plzeň obsadil 14. místo a Jan Pošmourný (*1988) z KPSP Kometa Brno 29. místo. V plaveckém maratonu na 10 km mužů startovalo 54 závodníků – Jakub Fichtl (*1984) z SK Radbuza Plzeň obsadil 17. místo a Rostislav Vítek (*1976) z KPSP Kometa Brno 22. místo. V závodě na 25 km mužů startovalo 23 závodníků – Rostislav Vítek (*1976) z KPSP Kometa Brno obsadil 10. místo a Jan Pošmourný (*1988) z KPSP Kometa Brno 17. místo.

## Výsledky
| Muži                      | Zlato                         | Zlato     | Stříbro                         | Stříbro   | Bronz                         | Bronz     |
| ------------------------- | ----------------------------- | --------- | ------------------------------- | --------- | ----------------------------- | --------- |
| 5 km                      | Thomas Lurz (GER)             | 54:57,3   | Vladimir Ďatčin (RUS)           | 54:58,8   | Maarten van der Weijden (NED) | 54:59,8   |
| plavecký maraton na 10 km | Vladimir Ďatčin (RUS)         | 1:53:21,0 | David Davies (GBR)              | 1:53:21,3 | Thomas Lurz (GER)             | 1:53:27,2 |
| 25 km                     | Maarten van der Weijden (NED) | 5:04:01,1 | Mark Warkentin (USA)            | 5:04:01,6 | Jurij Kudinov (RUS)           | 5:04:02,4 |
| Ženy                      | Zlato                         | Zlato     | Stříbro                         | Stříbro   | Bronz                         | Bronz     |
| 5 km                      | Larisa Ilčenková (RUS)        | 1:00:04,6 | Jekatěrina Seliverstovová (RUS) | 1:00:07,8 | Chloe Suttonová (USA)         | 1:00:09,9 |
| plavecký maraton na 10 km | Larisa Ilčenková (RUS)        | 2:02:02,7 | Cassandra Pattenová (GBR)       | 2:02:05,8 | Yurema Requenaová (ESP)       | 2:02:07,2 |
| 25 km                     | Xenija Popovová (RUS)         | 5:27:48,2 | Edith van Dijková (NED)         | 5:27:50,3 | Natalija Pankinová (RUS)      | 5:27:53,9 |

## Medailová bilance
V plavání na otevřené vodě se rozdělily celkem 6 sad medailí.
| Pořadí | Stát                     |       | Muži    | Muži  | Muži  |         | Ženy  | Ženy  | Ženy    |       | Muži + Ženy | Muži + Ženy | Muži + Ženy | Celkem |
| Pořadí | Stát                     | Zlato | Stříbro | Bronz | Zlato | Stříbro | Bronz | Zlato | Stříbro | Bronz |             |             |             | Celkem |
| ------ | ------------------------ | ----- | ------- | ----- | ----- | ------- | ----- | ----- | ------- | ----- | ----------- | ----------- | ----------- | ------ |
| 1.     | Rusko (RUS)              |       | 1       | 1     | 1     |         | 3     | 1     | 1       |       | 4           | 2           | 2           | 8      |
| 2.     | Nizozemsko (NED)         |       | 1       | 0     | 1     |         | 0     | 1     | 0       |       | 1           | 1           | 1           | 3      |
| 3.     | Německo (GER)            |       | 1       | 0     | 1     |         | 0     | 0     | 0       |       | 1           | 0           | 1           | 2      |
| 4.     | Spojené království (GBR) |       | 0       | 1     | 0     |         | 0     | 1     | 0       |       | 0           | 2           | 0           | 2      |
| 5.     | USA (USA)                |       | 0       | 1     | 0     |         | 0     | 0     | 1       |       | 0           | 1           | 1           | 2      |
| 6.     | Španělsko (ESP)          |       | 0       | 0     | 0     |         | 0     | 0     | 1       |       | 0           | 0           | 1           | 1      |
| Celkem | Celkem                   |       | 3       | 3     | 3     |         | 3     | 3     | 3       |       | 6           | 6           | 6           | 18     |